# Saligny (Yonne)
Saligny is een gemeente in het Franse departement Yonne (regio Bourgogne-Franche-Comté) en telt 584 inwoners (1999). De plaats maakt deel uit van het arrondissement Sens.

## Geografie
De oppervlakte van Saligny bedraagt 10,1 km², de bevolkingsdichtheid is 57,8 inwoners per km².
De onderstaande kaart toont de ligging van Saligny (Yonne) met de belangrijkste infrastructuur en aangrenzende gemeenten.

## Demografie
Onderstaande figuur toont het verloop van het inwonertal (bron: INSEE-tellingen).